# توني هندرسون
توني هندرسون (بالإنجليزية: Tony Henderson)‏ هو لاعب كرة قدم أسترالي، ولد في 14 يناير 1954 في نيوكاسل أبون تاين في المملكة المتحدة. شارك مع منتخب أستراليا لكرة القدم. أما مع النوادي، فقد لعب مع ماركوني ستاليونز ونادي بلاكتاون سيتي ونادي روذرهام يونايتد ونادي كانبيرا سيتي.